# 托朗克
托朗克（法語：Thorrenc，法語發音：[tɔʁɛ̃k]）是法国阿尔代什省的一个市镇，属于罗讷河畔图尔农区。

## 地理
托朗克（45°14'11"N, 4°45'45"E）面积3.67 平方千米，位于法国奥弗涅-罗讷-阿尔卑斯大区阿尔代什省，该省份为法国东南部内陆省份，北起顺时针与卢瓦尔省、伊泽尔省、德龙省、沃克吕兹省、加尔省、洛泽尔省和上盧瓦爾省接壤。
与托朗克接壤的市镇（或旧市镇、城区）包括：圣西尔、圣艾蒂安德瓦卢、塔朗雪、韦尔诺斯克-莱萨诺奈。

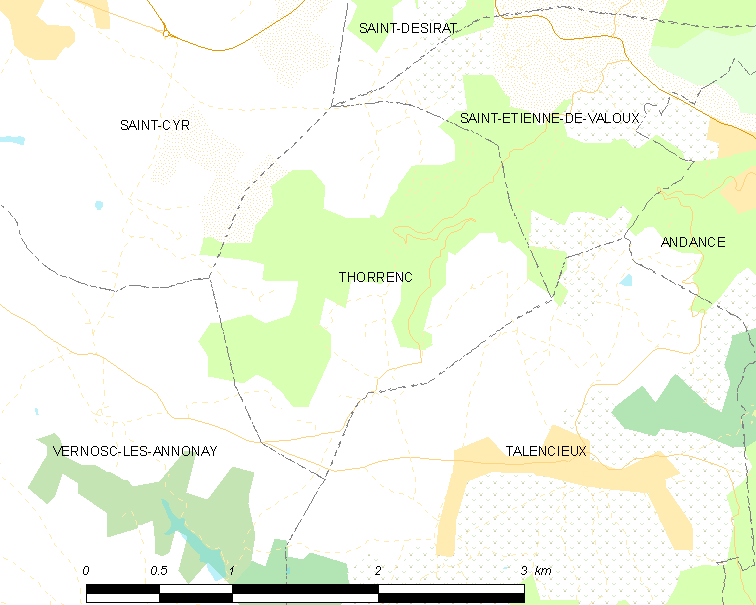
托朗克的OSM定位图

托朗克的时区为UTC+01:00、UTC+02:00（夏令时）。

## 行政
托朗克的邮政编码为07340，INSEE市镇编码为07321。

## 政治
托朗克所属的省级选区为阿诺奈第二县。

## 人口

1962-2008年间托朗克人口变化图示

托朗克于2022年1月1日时的人口数量为322人。